# سالیسیل‌آنیلید
سالیسیل‌آنیلید (به انگلیسی: Salicylanilide) یک ترکیب شیمیایی با شناسه پاب‌کم ۶۸۷۲ است. شکل ظاهری این ترکیب، جامد بلوری سفید است.

## نگارخانه

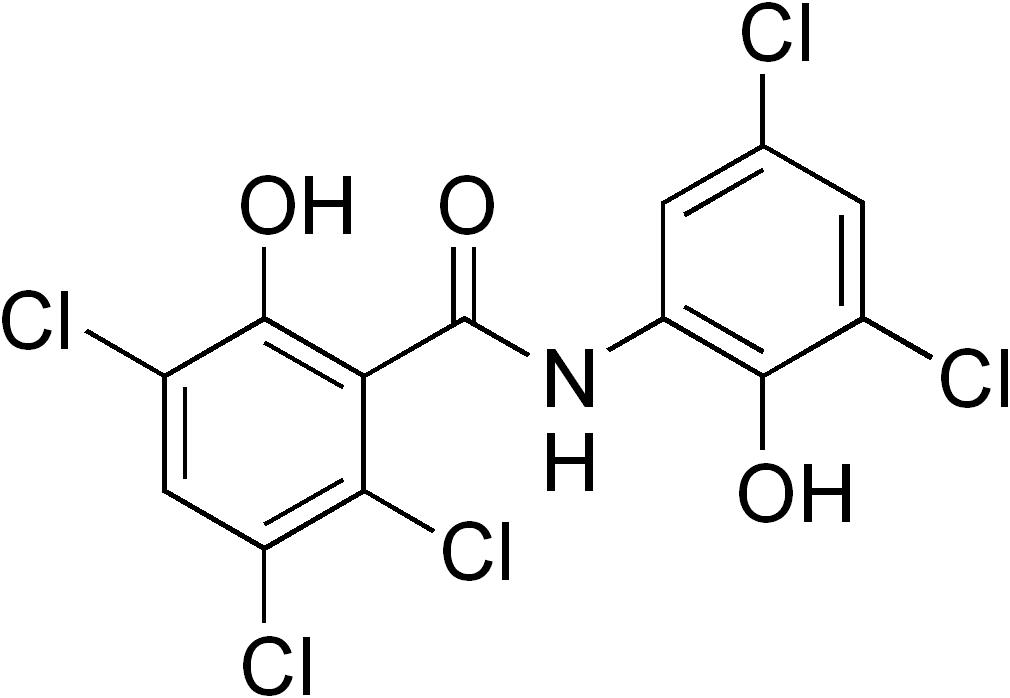
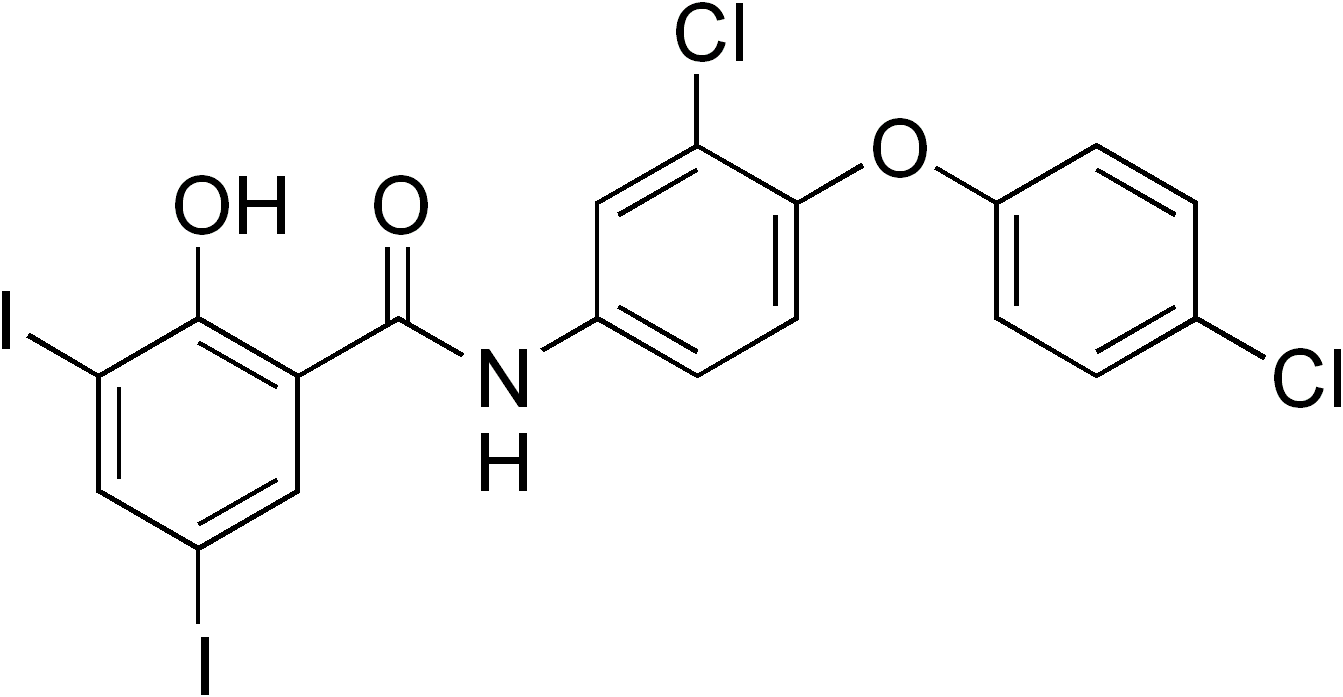